# ارهالد ماینهولد
ارهالد ماینهولد (به آلمانی: Erhald Meinhold) بازیکن فوتبال و مهاجم اهل آلمان شرقی بود که از سال ۱۹۵۴ میلادی عضو تیم ملی فوتبال آلمان شرقی بوده‌است. وی در ۲ بازی ملی حضور داشته و در بازی‌های ملی‌اش گلی به ثمر نرساند. ارهالد ماینهولد آخرین بازی ملی خود را در سال ۱۹۵۴ میلادی انجام داد.